# Google Gadgets for Linux
Google Gadgets für Linux ist eine freie Widget-Engine des Unternehmens Google Inc., auf Basis der beiden großen GUI-Toolkits GTK+ und Qt. Es können dabei wahlweise die Widgets (genannt Gadgets) von Google Desktop oder iGoogle dargestellt werden. Im Gegensatz zum proprietären Google-Desktop steht Google Gadgets for Linux unter der freien Apache-Lizenz.

## Technik
Google Gadgets sind in XML geschrieben und können HTML- und JavaScript-Komponenten enthalten. 
Hier ist ein Beispiel für ein Hallo-Welt-Programm, geschrieben mit Google-Gadget-Technik:
```
<?xml version="1.0" encoding="UTF-8" ?>
 

<Module>
  

<ModulePrefs
 
title=
"Hallo Welt Beispiel"
 
/>
   

<Content
 
type=
"html"
>
     

     
<![CDATA[ 

       Hallo Welt!

     ]]>

  

</Content>
 

</Module>

```